# Claire Joanny
Claire Joanny (ur. 28 września 1951 w Crozon) – francuska polityk i urbanistka, od 1989 do 1991 posłanka do Parlamentu Europejskiego III kadencji.

## Życiorys
W 1973 ukończyła studia inżynierskie w Institut industriel du Nord w ramach École centrale de Lille, kształciła się też w Instytucie Planowania Miejskiego w Paryżu. Zawodowo zajęła się planowaniem przestrzeni miejskiej. Przystąpiła do ugrupowania Zielonych, z jego listy w 1989 uzyskała mandat posłanki do Parlamentu Europejskiego. Dołączyła do grupy zielonych, została m.in. członkiem Komisji ds. Transportu i Turystyki. Z Europarlamentu odeszła 10 grudnia 1991 (podobnie jak większość Zielonych rezygnując w połowie kadencji); zastąpił ją Jean-Pierre Raffin. W 1999 objęła funkcję dyrektora ds. środowiska we władzach Gujany Francuskiej.